# 주민등록 지문정보DB 사건
주민등록 지문정보DB 사건은 2005년 5월 26일 헌법재판소가 주민등록법상의 지문 프린트 규정과 경찰청장의 보관 등 행위가 헌법에 위반되지 않는다고 판결한 사건이다. 주민등록법시행령 제33조 제2항 별지 제30호 서식에는 모든 손가락의 회전식 입체 판형과 평판 지문을 날인하는 규정이 있으며, 이렇게 수집된 모든 손가락의 지문정보는 경찰청장이 보관·전산화하고 범죄수사의 목적으로 이를 이용하고 있다. 이에 대하여 1999년 9월 1일 지문정보의 보관·전산화와 범죄수사목적에 이용하는 경찰청장의 행위가 인간의 존엄과 가치, 행복추구권, 인격권, 신체의 자유, 사생활의 비밀의 자유, 개인정보자기결정권을 침해한다며 위헌의 확인을 구하는 헌법소원심판 이 청구되었으며, 뒤이어 2004년 3월 11일 모든 손가락 지문 인쇄 조항에 대한 위헌 확인을 구하는 헌법소원이 청구되었다. 헌법재판소에서는 2005년 5월 26일 두 사건을 병합하여 합헌의견 6, 위헌의견 3으로 지문 펀뜨기 규정('강제'라는 표현은 중립성을 위해 사용하지 말아야 한다)과 경찰청장의 보관 등 행위가 헌법에 위반되지 않는다고 결론내렸다.

## 사실관계

### 99헌마513사건
청구인 2인은 주민등록법 제17조의8 및 주민등록법시행령 제33조 제2항에 의하여 이미 주민등록증을 발급받은 사람들로서, 청구인들이 주민등록증을 발급받을 당시 날인한 열 손가락의 지문정보를 피청구인 경찰청장이 보관, 전산화하고 이를 범죄수사목적에 이용하는 공권력행사로 인하여 자신들의 인간의 존엄과 가치, 행복추구권, 인격권, 신체의 자유, 사생활의 비밀과 자유, 개인정보자기결정권 등을 침해받았다고 주장하면서, 1999. 9. 1. 그 위헌확인을 구하는 헌법소원심판을 청구하였다.

### 2004헌마190사건
청구인 3인은 모두 17세가 되어 주민등록법 제17조의8 제1항에 의하여 주민등록증 발급대상자가 된 사람들로서, 주민등록증 발급 신청과정에서 주민등록법시행령 제33조 제2항에 의한 별지 제30호서식을 근거로 주민등록증발급신청서에 열 손가락 지문을 날인할 것을 요구받게 되자 이를 거부하였다.청구인들은 주민등록법시행령 제33조 제2항에 의한 별지 제30호서식 중 열 손가락의 회전지문과 평면지문을 날인하도록 한 부분과 주민등록법시행규칙 제9조 중 주민등록증발급신청서를 송부하도록 한 부분이 자신들의 인간의 존엄과 가치, 행복추구권, 인격권, 신체의 자유, 사생활의 비밀과 자유, 개인정보자기결정권, 양심의 자유 등을 침해한다고 주장하면서, 2004. 3. 11. 그 위헌확인을 구하는 헌법소원심판을 청구하였다.

## 요지

### 판시사항
주민등록 지문정보DB 사건 판례에서 판시사항은 3가지이다.
① 이 사건의 심판대상과 개인정보자기결정권의 관련여부를 따지고,
② 위 심판대상조항과 행위가 법률유보의 원칙에 위배되는지 여부이며,
③ 위 심판대상조항과 행위가 개인정보자기결정권을 과잉 제한하는지 여부이다.
헌법재판소는 이 판례에 대해 6(합헌) : 3(위헌) 의견으로 합헌결정을 내렸다.

### 합헌 의견
- 이 사건의 심판대상은 열 손가락의 회전지문과 평면지문을 날인하도록 한 부분(이하 시행령조항)과 경찰청장이 청구인들의 주민등록증발급신청서에 날인되어 있는 지문정보를 보관·전산화하고 이를 범죄수사목적에 이용하는 행위(이하 경찰청장의 보관 등 행위)의 위헌여부이다.

개인정보자기결정권은 정보주체가 개인정보의 공개와 이용에 관하여 스스로 결정할 권리를 말하는 것으로, 개인의 고유성, 동일성을 나타내는 지문은 개인정보에 해당하며, 경찰청장이 이를 보관·전산화하여 범죄수사목적에 이용하는 것은 모두 개인정보자기결정권을 제한하는 것이다.
- 주민등록법 제17조의8 제2항 본문은 주민등록증의 수록사항의 하나로 지문을 규정하고 있다. 그리고 주민등록법 제17조의8 제5항의 위임규정의 근거하여 보다 정확한 신원확인이 가능하도록 열 손가락의 지문을 날인하도록 하고 있다. 그러므로 시행령조항은 법률유보의 원칙에 위배되지 않는다.

또한 경찰청장이 지문정보를 보관하는 행위는 공공기관의개인정보보호에관한법률 제10조 제2항 제6호에 근거한 범죄수사목적을 위하여 다른 기관에서 제공받는 것을 허용하는 것에 해당하며, 같은 법 5조에 있는 소관업무를 수행하기 위하여 필요한 범위 안에서 이를 보유할 권한으로 볼 수 있다.
따라서 시행령조항과 경찰청장의 보관 등 행위는 모두 그 법률의 근거가 있다.
- 이 사건의 시행령조항 및 경찰청장의 보관 등 행위는 불가분의 일체를 이루어 지문정보의 수집·보관·전산화·이용을 포괄하는 의미의 지문날인제도를 구성하며, 이 제도가 과잉금지의 원칙을 위반하여 개인정보자기결정권을 침해하는지 여부가 문제이다.

이 사건의 지문날인제도는 신원확인기능의 효율적인 수행을 도모하고, 신원확인의 정확성 내지 완벽성을 제고하기 위한 것으로 그 목적의 정당성이 인정된다. 또한 지문날인제도는 위와 같은 목적을 달성하기 위한 효과적이고 적절한 방법의 하나로써 수단의 적합성이 인정된다. 그리고 다른 여러 신원확인수단 중에서 종합적인 측면에서 비교할 때 지문날인제도만큼 유용한 것이 없으므로 피해의 최소성 원칙에 어긋나지 않는다. 마지막으로 지문날인제도로 인하여 정보주체가 현실적으로 입게 되는 불이익에 비하여 경찰청장이 지문정보를 보관·전산화하여 범죄수사 활동이나 신원확인 등의 목적을 위하여 이용함으로써 달성할 수 있는 공익이 더 크다고 보아야 할 것이므로 법익의 균형성의 원칙에 위배되지 않는다.
결국 지문날인제도는 과잉금지의 원칙에 위배하여 청구인들의 개인정보자기결정권을 침해하였다고 볼 수 없다.

### 위헌 의견
- 주민등록법 제17조의8 제2항은 주민등록증발급기관이 주민등록증에 지문정보를 수록하는 것만 있을 뿐 경찰청장이 지문원지를 수집·보관할 수 있도록 하는 법률의 직접적인 규정은 찾아볼 수 없다.

공공기관의개인정보보호에관한법률은 컴퓨터에 의해 처리되기 전의 원 정보자료의 적법성을 규율하고자 하는 것이 아니므로 경찰청장이 지문정보를 보관하는 행위는 위 법률에 근거한다고 볼 수 없다.
따라서 경찰청장의 지문정보의 수집·보관행위는 헌법상 법률유보의 원칙에 어긋난다. 나아가 개인정보 침해의 위험성이 더 큰 경찰청장의 지문원지의 전산화나 범죄수사목적에 활용하는 행위는 더욱더 법률상 근거가 없다.
- 이 사건의 시행령조항을 포함한 심판대상행위가 모두 법률적 근거를 갖추었다고 하더라도 다음과 같은 이유로 기본권의 과잉제한금지원칙에 위배된다. 먼저 주민등록생활의 편익을 증진시키고 행정사무의 적정한 처리를 도모하기 위해 열 손가락의 지문 모두를 수집하여야 할 필요성이 있지 않다. 그리고 수사상의 목적을 위한 경우라도 범죄 전력이 없는 모든 일반 국민의 열 손가락 지문 일체를 주민등록증발급신청 기회에 보관·전산화하는 것은 개인정보자기결정권에 대한 최소한의 침해라고 할 수 없다. 또한 전 국민의 지문정보는 범죄예방을 빙자한 특정한 개인에 대한 행동의 감시에 남용될 수 있어 법익의 균형성도 상실될 우려가 있다.
- 그러므로 이 사건 심판대상조항과 행위는 법률상 근거가 없거나 과잉금지원칙에 위배되므로 위헌이다.

## 관련 법률
- 주민등록법
- 대한민국 공공기관의 개인정보보호에 관한 법률

## 헌법재판소 판결 이후의 상황
헌법재판소의 판결에 대하여 열손가락 지문 날인이 인격권 침해의 위험성이 높고 현대정보화사회에서 남용될 위험이 너무나 크다. 구체적인 절차에 대한 규정 없이 단순히 ‘지문’ 만으로 지정한 것은 의회유보의 원칙에 배치되고, 또한 절차와 관련하여 경찰청장이 지문에 대한 수집 및 보관을 명시적으로 인정하는 법률규정을 찾아 볼 수 없다. 헌재가 단순한 선언적인 조항을 이로 인하여 발생하는 기본권의 문제도 해결해주는 조항으로 본 것은 법률조항 해석의 한계를 벗어난 것이다.
등의 비판적인 학계의 의견이 제기 되었다. 
한편, 2007년 지문날인제도에 대한 여론조사 결과 응답자의 67.1%가 범죄수사나 변사자 신원확인이 어려워지므로 존속돼야 한다고 답한 바 있다.
헌재의 판결 이후에도 지문날인반대운동이 인터넷을 중심으로 전개되었으며, 한때 지문날인 폐지 입법안이 제기되기도 하였으나
폐지되었던 외국인 지문날인이 부활하고 여권 발급 시에도 지문을 재취하고 주민증 발급 시에 지문조회를 의무화하는 등 제도가 강화되는 양상을 띄고 있다.

## 국제적 비교

### 개요
대부분의 선진국들은 전 국민 신분증제도를 가지고 있지 않다.(미국, 영국, 캐나다, 호주, 아일랜드, 노르웨이, 스웨덴, 핀란드, 덴마크 등) 한편 선진국 중에서 전 국민이 신분증제도를 갖고 있는 나라는 프랑스, 독일, 벨기에 등인데 이들의 신분증제도와 우리나라의 주민등록증에는 근본적인 차이가 있다. 주민등록번호와 같은 일련의 개인 고유 번호가 주어지지 않을 뿐만 아니라, 지문날인 또한 존재하지 않는다.

### 미국
미국은 일반 미국 국민에 대해서는 운전면허증이나 사회보장번호 등록시 지문날인을 하지 않는다.
다만 체포된 범죄자나 외국인들에 대해서만 제한적으로 실시하고 있다. 미국은 2004년 1월, 외국인 방문자들의 입국 시 사진과 손가락 지문을 찍는 ‘US VISIT' 시스템을 도입한 뒤 9·11 테러 이후 테러 대비 차원에서 정확한 신원파악이 가능하다는 이유로 열 손가락 지문으로 확대하였다. 또한 영주권 절차를 시작하면 신청서 접수 후 몇 주일 안에 열손가락 지문채취와 얼굴사진 촬영을 한다. 이렇게 수집된 정보는 FBI 등 정보기관과 이민국의 데이터베이스를 통해 분석되어 혹시 연관성이 있는 정보가 발견되거나 하면 꽤 오랫동안의 보안 검사 절차에 걸리기도 한다. 이처럼 미국의 경우에는 외국인의 통제를 위해 지문날인을 이용하고 있다.

### 일본
일본의 경우도 테러대책 차원에서 2007년 11월, 16세 이상 외국인이 입국할 경우 공항에서 사진 촬영과 함께 양손 집게손가락 지문 인식 시스템을 통한 지문등록을 하는 제도를 도입했다.

### 영국
세계 최대의 CCTV 설치 및 국민의 DNA정보를 보유하고 있는 영국은 비 유럽연합 회원국 출신 방문객을 대상으로 생체비자 발급을 의무화 하고 있다.

### 프랑스
프랑스의 경우 외국인에게 사진과 지문 등 정보가 들어있는 생체정보 인식·비자를 요구하고 있다. 

### 소결론
이와 같이 외국인에 대해서는 지문등록을 요구하지만 자국민에 대해서는 그렇지 않은 경우가 대부분이다.

### 인도
반면 2009년 인도에서는 첫 주민등록 사업인 'UID(Unique Identification)' 프로젝트를 실시하기로 하였다. 새롭게 등록되는 주민정보에 지문과 얼굴 사진 등 생체 정보를 담기로 한 것이다. 이를 위해 인도 정부는 11억명이 넘는 국민의 지문을 채취하고 얼굴 사진을 찍는 대대적인 작업에 착수하였다. 그러나 수천만명에 달하는 주거부정 인구와 열악한 환경으로 인해 생체정보 수집을 위해 개발한 기계와 프로그램이 제 역할을 하지 못하고 있는 상황이다.

### 북한
북한에서는 강성대국 원년으로 정해 놓은 2012년까지 전체 주민의 주민등록을 전산화한다는 목표로 평양시의 주민등록에 대해서는 2008년 기본적인 전산화가 완료됐지만 지방은 예산 부족으로 미뤄오다 장성택 당 행정부장 주도로 예산이 확보돼 지방 전산화 작업이 시작됐다. 이에 따라 회령, 청진, 함흥 등에서는 보안원이 각 가정을 방문해 출신토대 조사를 하면서 증명사진 촬영과 지문채취 등 주민등록전산화 작업도 병행하고 있다.

## 더 읽을 거리
- 인권단체, 지문날인 헌법소원 준비 보관됨 2024-12-07 - 웨이백 머신
- "지문날인을 거부한다." 모임 결성[깨진 링크(과거 내용 찾기)]
- 수사목적 경찰보관에 반발 "十指지문 돌려달라."[깨진 링크(과거 내용 찾기)]
- 여고생 주민등록 지문날인 거부 보관됨 2024-12-07 - 웨이백 머신
- '주민증 지문날인' 반대운동 번져 보관됨 2024-12-07 - 웨이백 머신